# Lobelia urens
Lobelia urens é uma espécie de planta com flor pertencente à família Campanulaceae. 
A autoridade científica da espécie é L., tendo sido publicada em Sp. Pl. 2: 931. 1753.
Os seus nomes comuns são lobélia-acre, lobélia-brava, lobélia-queima-língua, lobélia-urente ou queima-língua.

## Portugal
Trata-se de uma espécie presente no território português, nomeadamente em Portugal Continental e no Arquipélago da Madeira.
Em termos de naturalidade é nativa das duas regiões atrás indicadas.

## Protecção
Não se encontra protegida por legislação portuguesa ou da Comunidade Europeia.